# The Wig
The Wig (hangul: 가발; rr: Gabal) (Brasil: Possuída pelo Mal ) é um filme de terror produzido na Coreia do Sul, dirigido por Won Shin-yun e lançado em 2005.